# Haras El-Hodood
Haras El-Hodood (arabsky نادي حرس الحدود) je egyptský fotbalový tým, který v současnosti hraje v Egyptské Premier League. Tým z Alexandrie byl dříve znám pod jménem Sawahel. Své domácí zápasy hrává na stadionu Harras El-Hedoud Stadium, který má kapacitu pro 22 000 diváků. Svého nejlepšího ligového výsledku dosáhli v sezoně 2003/04, kdy se umístili na třetím místě.

## Ocenění
- Egyptský pohár: 2x

2009, 2010
- Egyptský superpohár: 1x

2009

## Účast v soutěžích CAF
- Konfederační pohár CAF: 1x

2006 (Druhé kolo)
2008 (Čtvrtfinále)
2009 (Čtvrtfinále)
2010 (Čtvrtfinále)
2011 (Osmifinále)

## Významní hráči
- Abdul Hamid Bassiouny